# Flobergssjön
Flobergssjön är en sjö i Bergs kommun i Jämtland och ingår i Indalsälvens huvudavrinningsområde. Sjön har en area på 0,15 kvadratkilometer och ligger 429,1 meter över havet.

## Delavrinningsområde
Flobergssjön ingår i det delavrinningsområde (695336-143946) som SMHI kallar för Utloppet av Flobergssjön. Medelhöjden är 464 meter över havet och ytan är 5,25 kvadratkilometer. Det finns inga avrinningsområden uppströms utan avrinningsområdet är högsta punkten. Vattendraget som avvattnar avrinningsområdet har biflödesordning 3, vilket innebär att vattnet flödar genom totalt 3 vattendrag innan det når havet efter 301 kilometer. Avrinningsområdet består mestadels av skog (81 procent) och sankmarker (13 procent). Avrinningsområdet har 0,15 kvadratkilometer vattenytor vilket ger det en sjöprocent på 2,9 procent.